# Xã Shiloh, Quận Jefferson, Illinois
Xã Shiloh (tiếng Anh: Shiloh Township) là một xã thuộc quận Jefferson, tiểu bang Illinois, Hoa Kỳ. Năm 2010, dân số của xã này là 6.620 người.